# بشت
البِشْت (الجمع: بشوت) ويُعرف في بعض اللهجات المحلية العربية باسم مِشلح وكذلك عباة؛ هو عباءة رجالية، يرتديها العرب بشكل عام منذ مئات السنين، وبحسب اللوحات الفنية النصرانية والعبرية القديمة، فقد كان في أيام النبي عيسى يلبسه أهلُ الشام، وخاصةً ساكني الأراضي المقدسة.

## الاسم والتاريخ
قد يكون اقدم سجل تاريخي ذكر فيهِ البشت أو العباءة العربية هو في كتاب تواريخ المؤرخ الإغريقي هيرودوت (باليونانية: Ἡρόδοτος) الذي عاش في القرن الخامس قبل الميلاد في وصفهِ للبس الجنود العرب.
حسب الباحثين، فإن الأصل اللغوي لمفردة بِشتُ، يرجع إلى الأكدية لغة أهل العراق في أرض بابل، وهي لهجة سامية من لهجات اللغة العربية السامية الأم. وهي بمعنى المهابة وكذلك الجلال والسياق التاريخي والطبيعي يؤكد هذا المعنى، حيث كان يلبسه الأمراء والحكام والنبلاء والكبار على مر التاريخ والعصور، حتى عد رمزًا للوجاهة والعلو في المجتمع. وقد ورد لدى البعض مفاهيم تفسيرية خاطئة، منها ربط التشابه الظاهري لرسم مفردة «البِشْت» (كسر الباء) وكلمة پُشت (ضم الباء) الفارسية (بالفارسية: پُشت)؛ التي تعني «خلف»، وذلك لكونه يلبس من الخلف، لكنه تفسير خاطئ، علاوة على أنّه لم يثبت في التاريخ أن الفرس لبسوا البشت أو نسجوه، استُعملت كلمة «بشت» في كتاب نهاية الرتبة في طلب الحسبة للشيرازي المتوفى سنة 589هـ، فقال فيما يجب على الخبّاز أن يلبسه «فلا يعجنْ إلا وعليه ملعبة أو بشت مقطوع الأكمام». وقال جلال الحنفي في كتابه معجم اللغة العامية البغدادية "(بِشِتْ: نسيج من صوف تتخذ منه أكسية وثياب يلبسها المتصوفة وكذلك يلبسها القًصّابون.. وجمع البشت بشوت وبشوتة، وفي المثَل "بيش ابْلشَتْ يا بو بِشِتْ".

## صناعة البشوت
يصنع البشت من وبر الجمال شعرالماعز حيث تغزل هذه المادة ثم يصنع منها القماش الذي يكون جاهزًا لاستخدامه في نسج البشت.

## خياطة البشوت
تأتي عملية خياطة البشت بعد عملية غزل الصوف وبخيوط قطنية حسب لون البشت وتستغرق وقتا طويلا ودقة ومهارة لذا ترتفع اثمانه مقارنة بأنواع البشوت التي تحاك باستعمال الآلة وهي عادة ما تكون بأسعار أقل وغالبا ما يستخدم صوف اللاما لحياكة هذه الأنواع من البشوت وتنقسم خياطة البشوت إلى طرق عدة ومنها:
- الدربويه: هي خياطه يدوية يكون التطريز بها والنمنمات من الزري الأصلي وبنقشات وتصاميم مختلفة ومنها المنديلي والملكي والمقطع والمكسر وهو عبارة عن تفصيل البشت وتطريزه يدويا على أطراف البشت
- التركيب: وهو عبارة عن دربويه جاهزة على شكل شريط تثبت على البشت بعد خياطتهِ.

وباختلاف أنواع البشوت حسب جودتها نجد أن هناك طرقا أخرى لكل نوع منهُ على حدة من حيث طيهِ فالبشت الناعم يحتاج إلى طرق خاصة تتضمن الحرص الشديد حتى لا يتعرض للثقب أو للشق لشدة نعومتهِ مقارنة بالبشت الخشن وقد اشتهر أبناء مدينة الاحساء بشرق المملكة العربية السعودية بصناعة أجود أنواع البشوت فاعتمدهم الملوك والامراء وكبار الشيوخ لخياطة بشوتهم الخاصة.

## أنواع البشوت

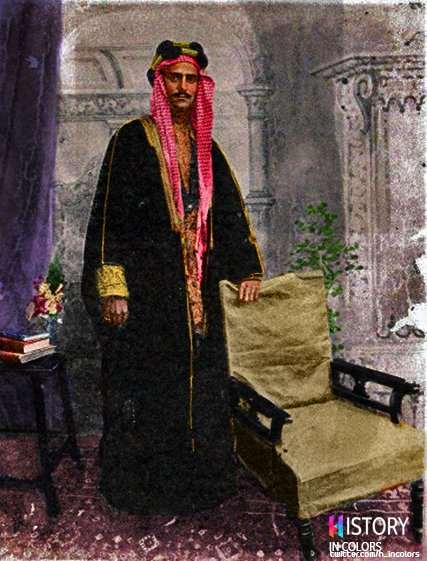
الشیخ چاسب بن الشیخ خزعل ولی عهد إمارة المحمرة مرتدیًا البشت الچاسبی المنتسب لهم، صورة لعام 1923م

تصنف العباءات الرجالية بحسب الطراز أو الوشي الذي عليها إلى نوعين:
- البشت الجاسبي وهو الوشي المذهب والتسمية نسبة الشيخ خزعل بن جابر امير المحمرة وهو أول من عملت له هذه العباءات الموشاة المذهبة فنسبت اليه "چاسبي" وهو جد له ينسب اليه.
- والعباءة الثانية هي «التحرير» نسبة إلى الحرير وخيوطه التي يشاكل لونها لون العباءة؛ وهذا النوع رائج في العراق لا سيما جنوبا وفي إمارة المحمرة وفي بعض انحاء الجزيرة العربية كذلك.

تنقسم البشوت إلى نوعين من حيث القماش:
- الصيفية: وهي ذات غزل ناعم الملمس وعادة ما يكون غالي الثمن لطول فترة حياكته وخيوطه الجيدة. ومن أنواعها سويسري -نجفي - دورقي -سوبر ياباني -ياباني ديلوكس -ياباني -لندني - سعودي (حساوي) وهو من ارقى أنواع البشوت في العالم ويوجد متاحف للبشوت في الاحساء.
- الشتوية: وهي من الخيوط الخشنة كالوبر ولا تكون عادة بنفس الدقة المطلوبة من البشوت الصيفية الناعمة وأشهرها العباءة البرقة وعادة ما تكون باللون الأبيض أو الأسود. ومن أنواعها: سوبر كشمير - وبر بوشهر - وبر جبرلوكس.

## معرض الصور

الأمير الشيخ مبارك الصباح مرتديًا البشت
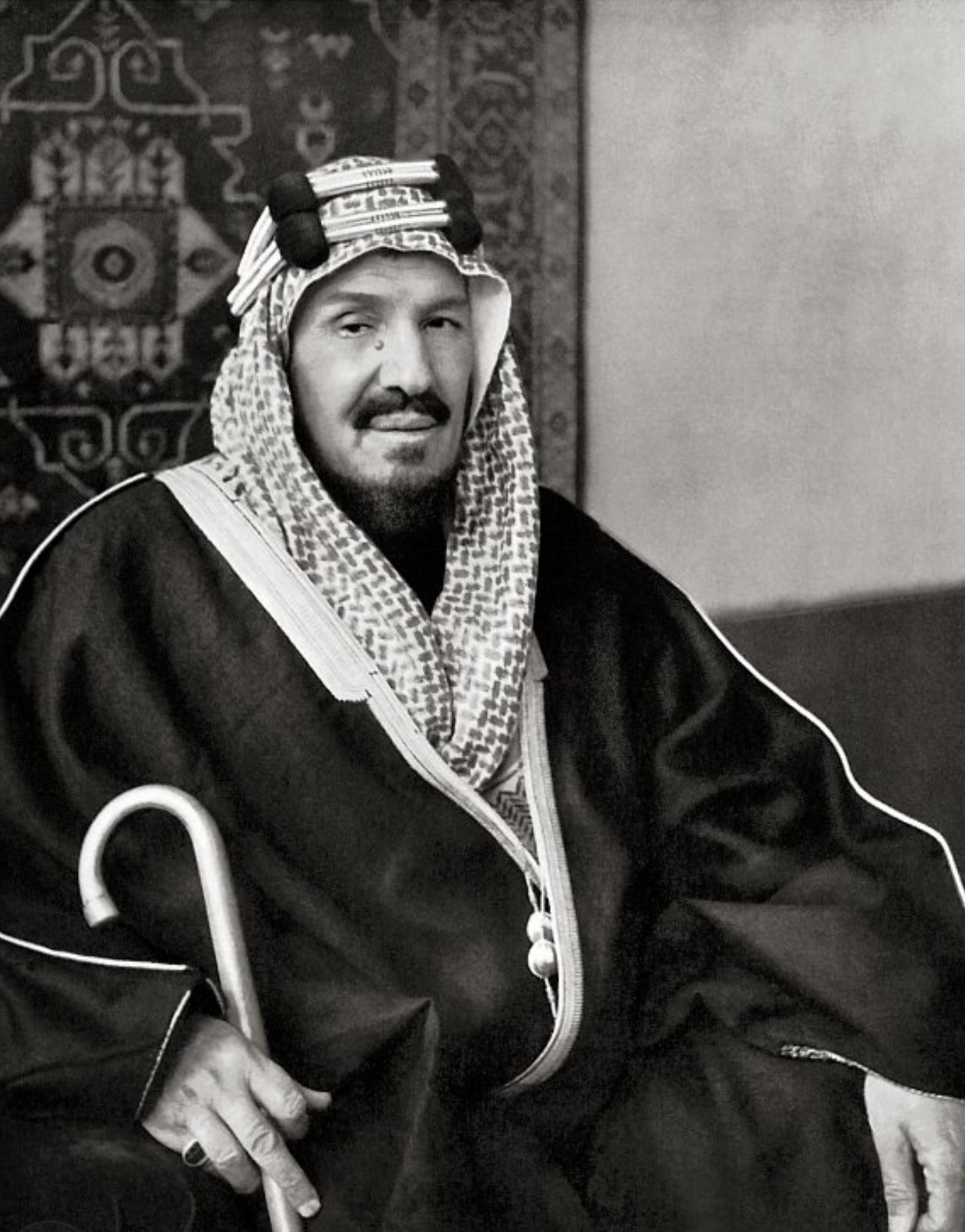
الملك عبد العزيز آل سعود مرتديًا البشت
الملك فيصل بن عبد العزيز والشيخ زايد بن سلطان آل نهيان، في العام 1974، يرتديان البشت.
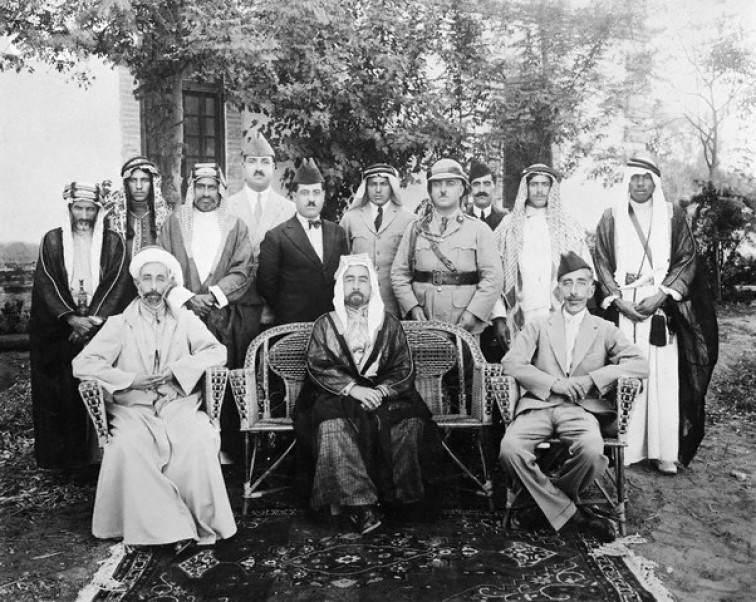
الملك عبد الله الأوّل (مرتديًا البشت) يتوسّط أخويه الملك فيصل الأول، والملك علي.
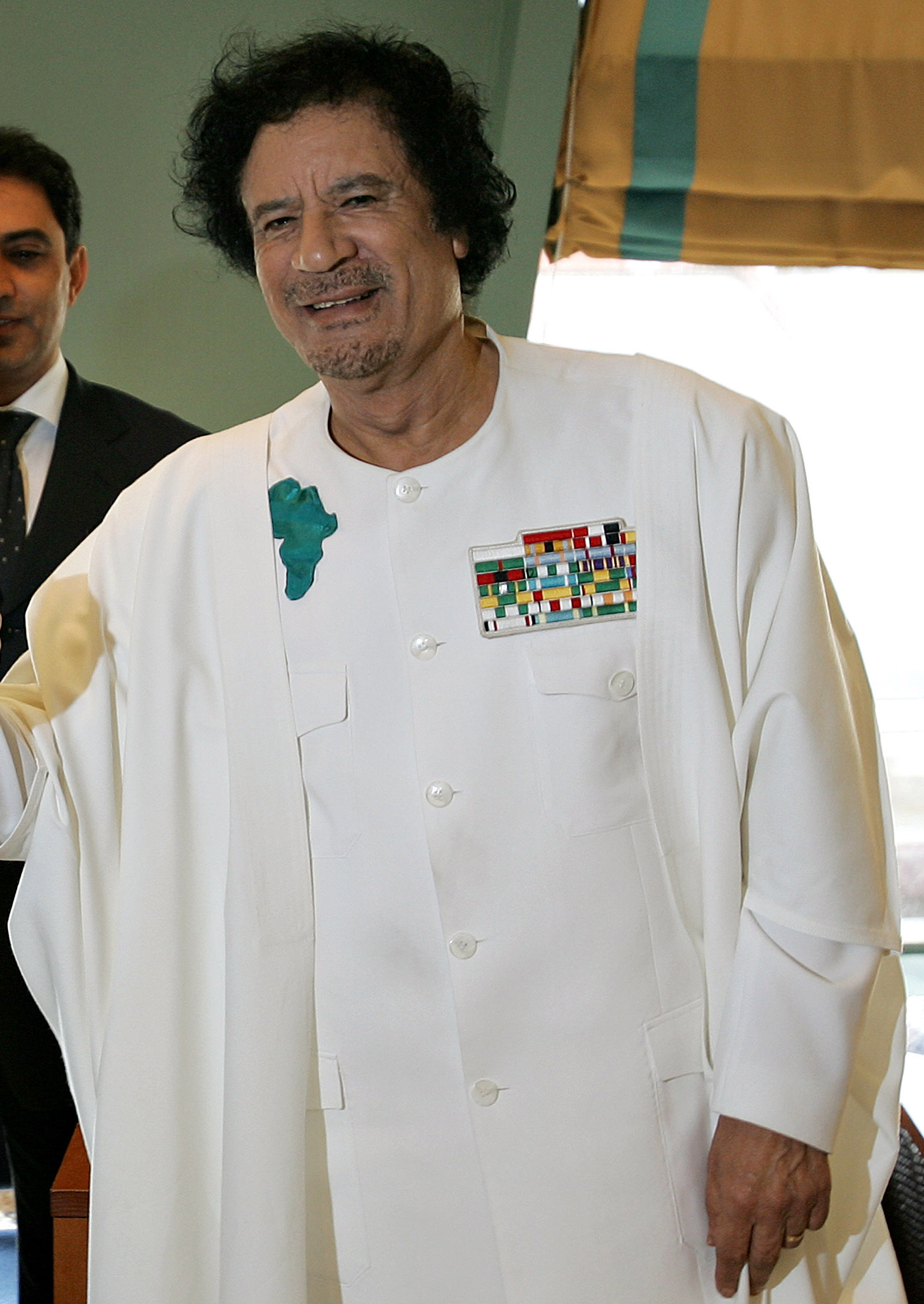
مُعمّر القذافي مرتديًا بشتًا أبيضَ